# 1601 год в музыке

## События
- Монтеверди назначен руководителем капеллы при дворе герцога Винченцо I Гонзага.

## Публикации
- Вышел из печати сборник мадригалов Л. Луццаски с полностью записанным клавирным сопровождением.
- Томас Морли опубликовал сборник «Триумфы Орианы», в который вошли мадригалы 22 современных композиторов и 2 мадригала самого Морли, посвящённые загадочной Ориане.

## Родились
- Микеланджело Росси — итальянский композитор, скрипач и органист эпохи барокко.

## Скончались
- 26 мая — Костанцо Порта (итал. Costanzo Porta), итальянский композитор, органист и музыкальный педагог (родился в 1529 году)
- Джироламо далла Каса (итал. Girolamo Dalla Casa), итальянский композитор и музыкант, теоретик музыки эпохи позднего Возрождения.